# Odorrana hosii
Odorrana hosii е вид земноводно от семейство Водни жаби (Ranidae).

## Разпространение
Видът е разпространен в Бруней, Индонезия, Малайзия и Тайланд.